# Eviota piperata
Eviota piperata, tên thông thường là peppered dwarfgoby, là một loài cá biển thuộc chi Eviota trong họ Cá bống trắng. Loài này được mô tả lần đầu tiên vào năm 2014.

## Từ nguyên
Danh pháp của E. piperata theo tiếng Latinh có nghĩa là "hạt tiêu", ám chỉ sự xuất hiện của nhiều tế bào sắc tố màu nâu đen (melanophore) trên đầu và khắp cơ thể của chúng.

## Phạm vi phân bố và môi trường sống
E. piperata ban đầu được phát hiện rộng khắp các vùng biển bao quanh các đảo và bãi đá tại Palau. Năm 2016, loài cá này đã được ghi nhận thêm ở xung quanh quần đảo Raja Ampat và Moluccas (Indonesia); ngoài khơi phía bắc Papua New Guinea; từ đảo Đài Loan trải dài về phía nam đến rạn san hô Apo của Philippines; và đảo Yap (Liên bang Micronesia). Chúng được thu thập gần các rạn san hô ở khu vực có đáy cát, độ sâu khoảng từ 6 đến 9 m.

## Mô tả
Chiều dài cơ thể tối đa được ghi nhận ở E. piperata là 2 cm. Đầu và thân có màu nâu nhạt. Đầu sẫm màu hơn cơ thể, có nhiều tế bào sắc tố đen lớn, tập trung nhiều hơn ở phía rìa trước của mang, dưới mắt, sau hàm và dưới đầu. Mống mắt màu vàng với các vạch màu cam bao quanh đồng tử. Cơ thể có 6 vạch màu sẫm bên dưới da, và 5 đốm đen ở thân dưới (dọc theo gốc vây hậu môn đến cuống đuôi). Vây đuôi và vây hậu môn màu nâu, có nhiều tế bào sắc tố màu nâu đen. Vây lưng thứ nhất màu nâu pha chút màu cam, vùng cận rìa sẫm màu hơn. Vây lưng thứ hai màu nâu, có nhiều tế bào sắc tố, nhạt màu hơn ở vùng cận rìa. Các gai và tia vây lưng đều có đốm đen. Vây ngực và vây bụng sáng màu hơn các vây khác.
Số gai ở vây lưng: 7; Số tia vây ở vây lưng: 8; Số gai ở vây hậu môn: 1; Số tia vây ở vây hậu môn: 8; Số tia vây ở vây ngực: 16 - 17.